# Tep Vanny
Tep Vanny (Kampot, 1981) is een mensenrechtenactiviste in Cambodja. Ze maakt deel uit van de groep 'The League of Boeung Kak Women'.

## Biografie
Vanny groeide op als kind van een arme familie in de provincie Kandal. In 1998 verhuisde ze naar Phnom Penh. Samen met haar toenmalige man Ou Kong Chea stichtte ze een gezin in de wijk Boeng Kak.
In 2007 kreeg het Chinees-Cambodjaanse Shukaku Inc., de ontwikkelingsrechten van de Cambodjaanse regering voor het Boeung Kak-meer in het centrum van Phnom Penh. Het meer werd drooggelegd om er vervolgens winkelcentra, wolkenkrabbers en appartementen te bouwen. Twee-derde van de oorspronkelijke bewoners van Boeung Kak verlieten het gebied na het ontvangen van bedreigingen. Door onvoldoende compensatie kwamen veel van hen in de problemen.
Ongeveer 800 families weigeren hun huis te verlaten, onder hen was ook Vanny. Als onderdeel van de groep genaamd de "League of Boeung Kak Women", organiseerde ze protesten gericht aan de overheid. De groep bestaat uit vrouwelijke inwoners van het gebied van alle leeftijden. Vanny nam de rol van woordvoerder op zich. Aan de oorsprong van de groep lag het geloof dat het voor de Cambodjaanse regering moeilijker zou zijn vrouwen geweld aan te doen dan mannen.
Op 22 mei 2012 organiseerden de vrouwen een vreedzame demonstratie op de plek waar het bedrijf aan het werk was. Politie- en veiligheidsfunctionarissen hebben de demonstratie met geweld verbroken. Dertien vrouwen werden beschuldigd van het onrechtmatig bezetten van land en gevangengezet, onder hen Vanny. Na druk uit binnen- en buitenland werden ze weer vrijgelaten.
In augustus 2016 werd Vanny gearresteerd tijdens de “Black Monday”-protesten. De aanklacht luidde dat ze in 2013 voor het huis van de minister deelnam aan een protest. Begin 2017 werd ze veroordeeld tot 2,5 jaar gevangenisstraf. Op 20 augustus 2018 werd ze vrijgesproken na een koninklijk pardon.

## Onderscheidingen
In 2013 ontving Vanny de Global Leadership Award in Washington uit handen van de toenmalige staatssecretaris Hillary Clinton.

## Persoonlijk
Vanny is gescheiden en heeft een zoon en een dochter.